# St. Peter und Paul (Unterlemnitz)

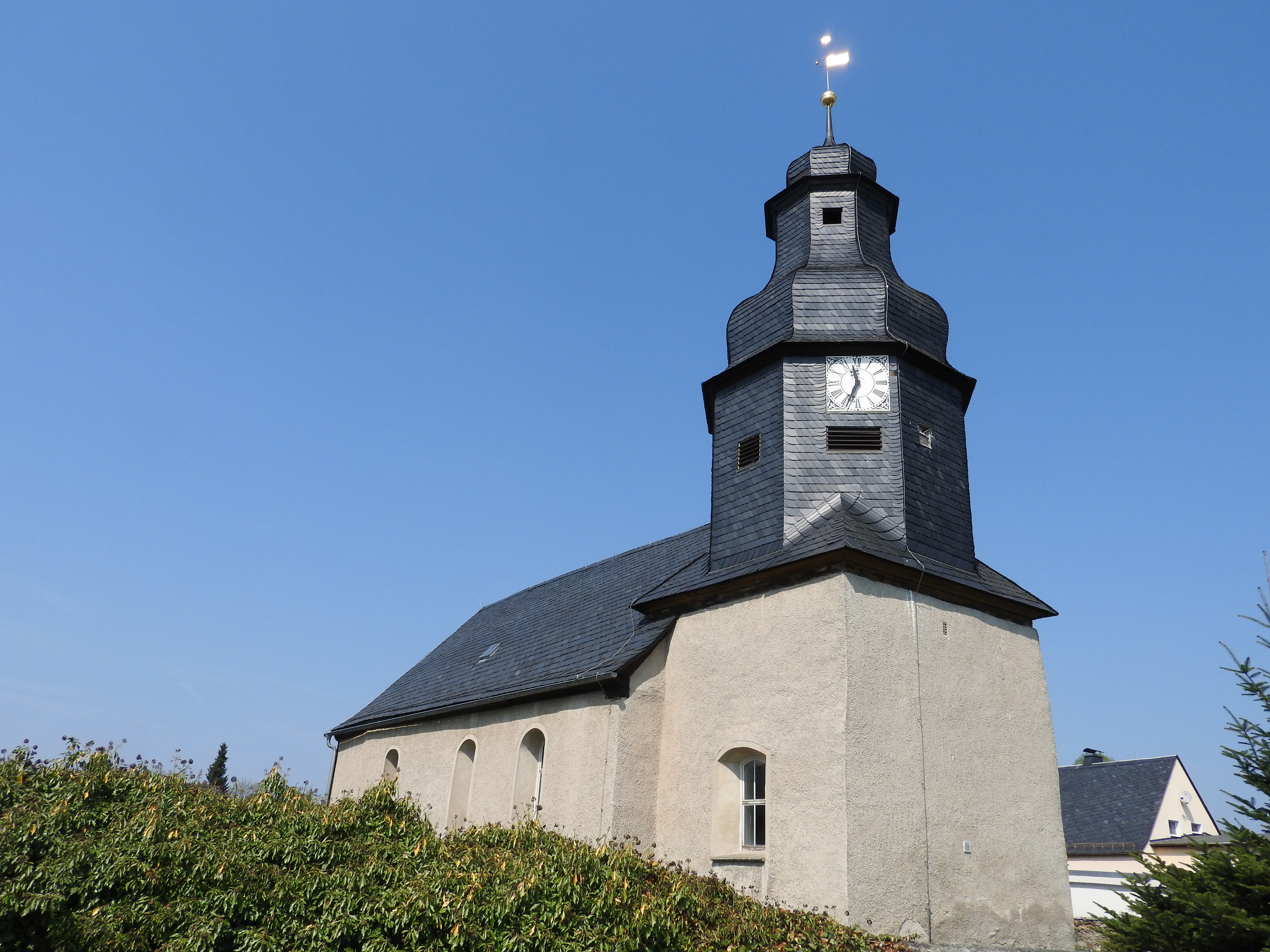
St. Peter und Paul

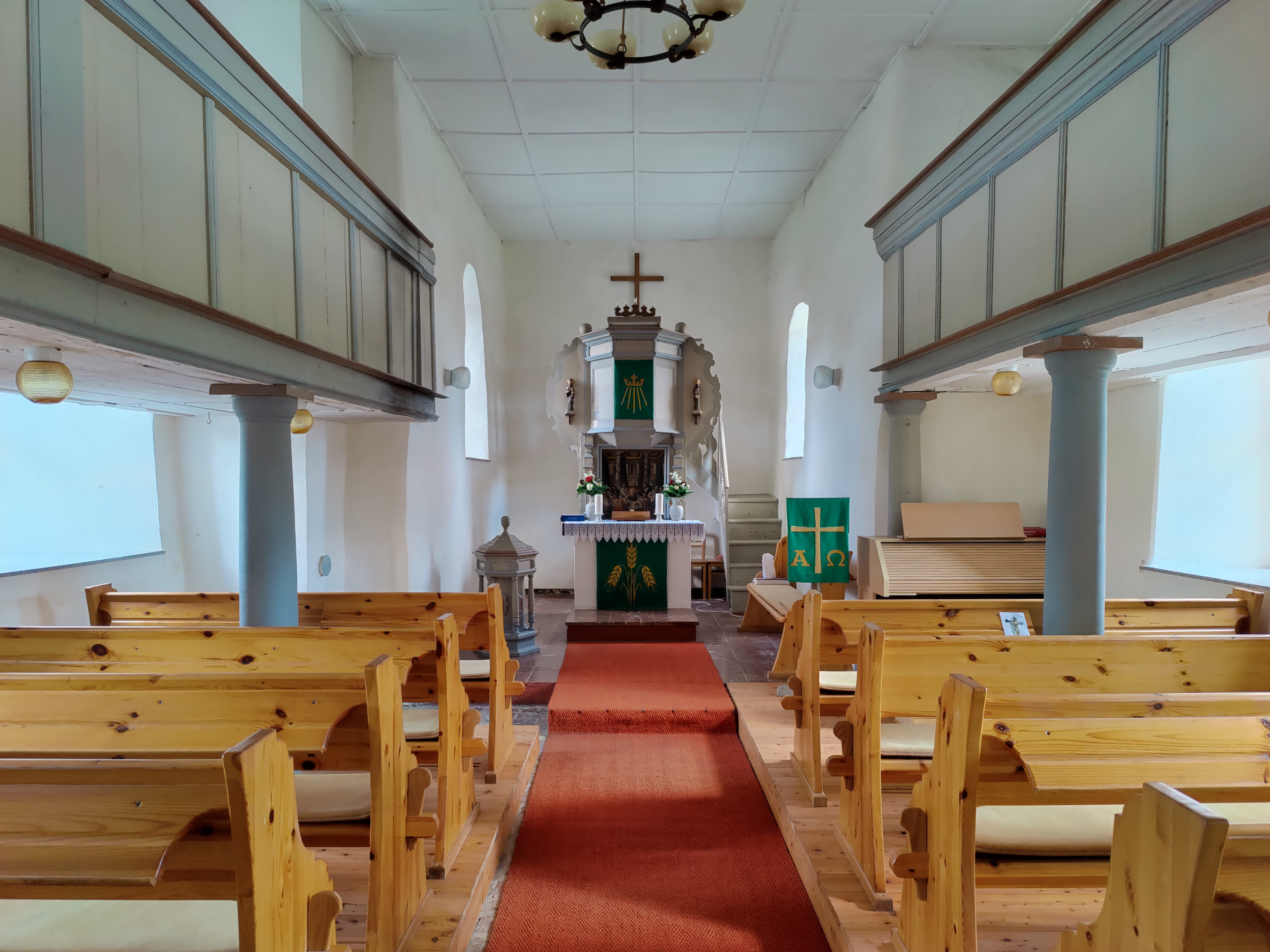
Innenraum (2022)

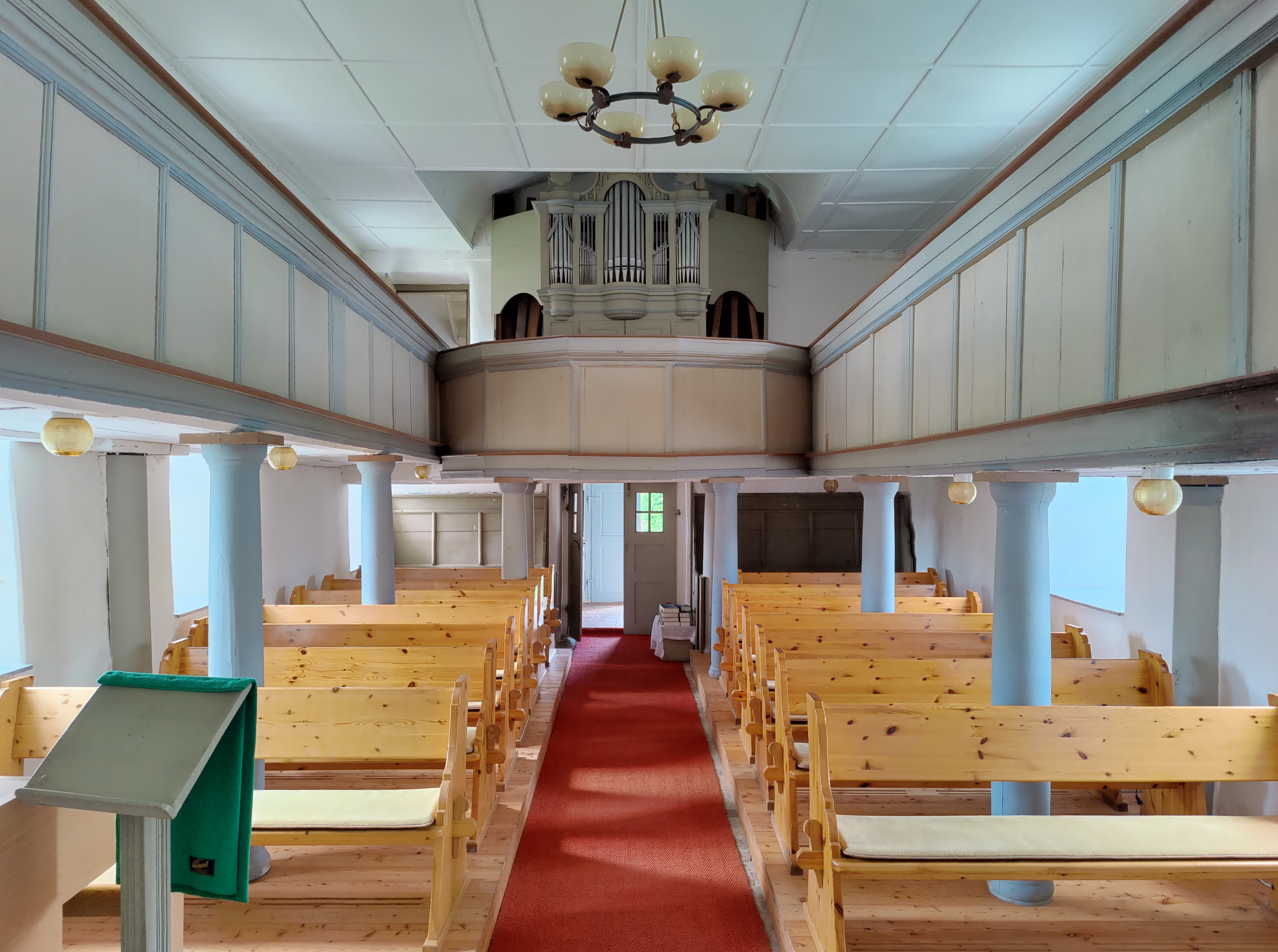
Blick zur Orgel

Die denkmalgeschützte evangelisch-lutherische Kirche St. Peter und Paul steht in Unterlemnitz, einem Ortsteil der Stadt Bad Lobenstein im Saale-Orla-Kreis in Thüringen. Der Gemeindeteil Unterlemnitz gehört zur Kirchengemeinde Bad Lobenstein des Pfarrbereichs Bad Lobenstein im Kirchenkreis Schleiz der Evangelischen Kirche in Mitteldeutschland.

## Beschreibung
Die romanische Saalkirche erhielt ihr heutiges Aussehen, 1680, 1780 sowie im 19. Jahrhundert. Sie hat einen eingezogenen Chor und einen Chorturm mit einem achtseitigen schiefergedeckten Aufsatz, hinter dessen Klangarkaden sich der Glockenstuhl befindet, in dem eine Kirchenglocke von 1524 hängt. Außerdem beherbergt er noch die Turmuhr, die bis heute täglich von Hand aufgezogen wird. Bedeckt ist der Turm mit zweifach übereinanderliegenden Hauben, die obere ist von einer Turmkugel bekrönt. Bei Putzarbeiten im Kirchenschiff ist romanisches Mauerwerk im Fischgrätverband zum Vorschein gekommen. Der mit einer Flachdecke überspannte Innenraum ist mit Emporen ausgestattet. Zur Kirchenausstattung gehört ein Kanzelaltar aus dem 17. Jahrhundert. 

## Orgel
Die Orgel mit acht Registern, verteilt auf ein Manual und Pedal, wurde 1790 von Johann David Schättlich gebaut. Sie ist seit ungefähr den 1970er Jahren unspielbar. Sie hat folgende Disposition:
| Manual C–d3     |    |
| Gedackt         | 8′ |
| Flauto          | 8′ |
| Prinzipal       | 4′ |
| Flauto traverso | 4′ |
| Octave          | 2′ |
| Mixtur III      |    |
| Tremulant       |    |

| Pedal C–d1   |     |
| Subbaß       | 16′ |
| Prinzipalbaß | 8′  |

- Koppel: Man/P
- Nebenregister: Kalcanten-Klingel